# Márton Gyárfás
Márton Gyárfás (Szentegyházasfalu, 1928. február 27. – Székelyudvarhely, 2009.) erdélyi magyar földmérő, geodéta, fotogrammetriai szakíró, műszaki szótárszerkesztő, tudományos kutató, katonai akadémiai oktató ezredesi rangban.

## Életútja, munkássága
Középiskolát a székelyudvarhelyi Római Katolikus Gimnáziumban végzett (1948), matematika-fizika szakos tanári oklevelet a Bolyai Tudományegyetemen szerzett (1951). Tanársegéd, majd előadótanár a Katonai Műszaki Akadémián Bukarestben (1951–60), a technikai tudományok doktora (1957). Magyar származása miatt kitették az akadémiáról, két éven át a Földművelésügyi Minisztérium fotogrammetriai – légi felvételekkel végzett térképezési – mérnöke, majd újra előadótanár a katonai akadémián (1962–64), a bukaresti Földméréstani, Térképészeti és Fotogrammetriai Intézet igazgatója (1964–69), végül a katonai térképészeti hivatal kutató intézetének részlegvezetője (1969–80), igazgatója a nyugdíjazásig (1987). A Societate Română de Fotogrammetrie alapító tagja, részt vesz a Nemzetközi Fotogrammetriai és Távérzékelési Szövetség kongresszusain. Az 1989-es romániai forradalom után a bukaresti RMDSZ elnöke.
Tárgyköre: felsőgeodézia, távérzékelés, fotogrammetria és azon belül számítástechnika. Bel- és külföldi szakfolyóiratokban, román, német, angol szakkiadványokban több mint száz dolgozata, találmányleíró tanulmánya jelent meg. Már 1956-ban közölte első tanulmányait a végtelen távoli pont önműködő beállításának kérdéséről, megépített egy fényképátalakító készüléket, majd kidolgozta a fénykép-átalakítás általános hibaelméletét. Szakkörökben a légi háromszögelés problémáinak kidolgozásával vált ismertté. Társszerzője az első romániai fotogrammetriai szakkönyvnek (Fotogrammetria, 1972), az ötnyelvű, angol, román, német, francia, orosz Dicţionar poliglot de geodezie, fotogrammetrie şi cartografie c. szakszótárnak (1976), valamint a német-román (1980) és román-német (1987) szótár-változatnak.
Az 1990-es évek elején letelepedett Székelyudvarhelyen, s ott fiával, Hubával együtt megalapította a Geotop céget, amely szoftver fejlesztéssel foglalkozik. Az 1990-es évek közepén már nyugdíjasként a székesfehérvári GEO-ban volt egy évig vendégkutató.
Székelyudvarhelyen hunyt el, 2009. március 3-án helyezték örök nyugalomra a Szent Miklós-hegyi római katolikus temetőben felesége mellé, aki korábban, már 2002-ben elhunyt

## Társasági tagság
- A Román Fotogrammetriai és Geodéziai Egyesület alapító tagja (1964; 1991)
- Az EME tagja
- A Bukaresti Petőfi Művelődési Társaság egyik újraalapító tagja (1991)
- Az EMT tagja